# Dalvik, Jönköping
Dalvik är en stadsdel i Jönköping. 

## Historik
Dalvik byggdes i början på 1960-talet innan miljonprogrammet började, bostadsbristen var stor i Jönköping vid denna tid. Området som stadsdelen byggdes på tillhörde gårdarna Dalvik och Sannelund (den första gav namn åt stadsdelen, den andra åt Sannelundsgatan på områdets östra del). 
Under 1970-talet och 1980-talet hade Dalvik dåligt rykte då området härjades av olika gäng som gick under namnen Dalviksgänget/Dalviksgängen. Dessa gäng bestod av olika konstellationer och bidrog delvis till att området fick ett dåligt rykte. Under detta årtionde, den 5 juli 1977, skedde även det så kallade "Mordet på Dalvik" (se nedan). Även stölder (bl.a. cykelstölder) och misshandel var vanliga fram till 1980-talets början. 
Områdets rykte har dock förbättrats under 1990-talen och 2000-talets början. Det är viss efterfrågan på hyresrätter och bostadsrätter säljes för några hundra tusen kronor. Nybyggen är planerade, dock ej genomförda ännu (2013). Även en ombyggnad och eventuell utbyggnad av Dalviks centrum har föreslagits.

## Geografi
Dalvik ligger strax väster om centrum och har utsikt över staden Jönköping.
Bebyggelsen domineras av hyresrätt och bostadsrätter, med ett antal studentbostäder. De flesta lägenhetshusen har 3 våningar, även om 7-8-våningshus också finns. Runt området går vägen Dalviksringen som börjar och slutar i Dalviks centrum där den ansluter till genomfartsvägen Dunkehallavägen. De flesta lägenheterna ligger vid Dalviksringen samt Jutevägen och Grymängsgatan i västra delen, några kedjehus finns dock vid Sannelundsgatan. 
I väster, söder och öster omflyts Dalvik av Dunkehallaån som slingrar sig fram i en skogklädd dalgång omkring stadsdelen. I mitten av området finns en stor kulle (tidigare en del av Dalviks gård, numera en del av Dalviksskolans område). På området (vid Sannelundsgatan) finns även Dalvikskyrkan som byggdes under samma tid som området. Området ligger nära naturen och är uppskattat för detta. Dalvik gränsar till stadsdelarna Dunkehalla, Sveahäll, Skänkeberg och Hisingstorp.

## Dalviks centrum
Dalvik har även ett centrum bestående av en pressbyrå, en pizzeria (Dalviks pizzeria), en konsumbutik samt en frisersalong. Ytterligare en frisersalong (Salong Inger) finns på området vid Dalviksringen. På området finns även F-6 skolan Dalviksskolan, som invigdes 1969 och även har förskola och fritidshem. Skolan ligger i anslutning till centrum, fritidshems- och förskoledelen dessutom i centrumbyggnadens övervåning.
Dalviks centrum fungerar som ett lokalt trafiknav och bytesstation för omkringliggande områden. Stombusslinje 2 mellan Hisingsängen-Dalvik-Centrum-Ekhagen-Öxnehaga samt stadsbusslinje 11 mellan Samset-Centrum-Ekhagen stannar vid Dalviks centrum.

## Mordet på Dalvik år 1977
Den 5 juli 1977 blev en 16-årig man knivskuren till döds vid korsningen Dunkehallavägen-Dalviksringen (det västra korset vid Dalviks centrum). Upprinnelsen till händelsen var att en 36-årig man som nyligen köpt en ny bil (han hade sparat länge) hamnade i bråk med två män, 16 och 20 år gamla. Orsaken till bråket synes vara att männen attackerat och slängt ölburkar på den 36-årige mannens bil. 36-åringen och 16- och 20-åringen hamnade då i bråk, 36-åringen drog då en kniv och attackerade 16-åringen som dog av knivhugget. Även 20-åringen blev knivhuggen och fick livshotande skador (bl.a. en punkterad lunga) men överlevde dock och lever idag ett vanligt liv, han har inte varit inblandad i kriminella aktiviteter sedan denna händelse.
36-åringen blev dömd för grov misshandel och vållande till annans död (han hade dragit en 20–30 cm lång jaktkniv som mordvapen), det är osäkert om han blev attackerad innan eller om han själv gick till attack. Mannen dömdes till 3 års fängelse. Domen meddelades av hovrätten 15 mars 1978 och fastställdes 28 juni 1978, ett år efter knivdramat. 36-åringen fick även betala rättegångskostnaderna för 16- och 20-åringens föräldrar, cirka 1000 kronor vardera. Efter fängelset flyttade 36-åringen och hans familj till Värmland. Han begick sedan självmord en tid efter frisläppandet. Vid korset där mordet skedde brukade 16-åringens mamma lägga blommor varje dag på hans dödsdag. Detta pågick fram till år 2002 då hon avled.

### Fotnoter
1. ↑  ”Jönköping under 1900-talet”. Jönköping. http://maltell.se/uppsok/dwmx2/historia/1900talet.htm. Läst 28 mars 2016.
2. ↑  Sofie Hjelm (6 juli 2008). ”16-åring dog i knivdrama”. J-nytt. Arkiverad från originalet den 9 april 2016. https://web.archive.org/web/20160409000041/http://www.jnytt.se/article/16-aring-dog-i-knivdrama/. Läst 28 mars 2016.